# HD 210464
HD 210464，又名BD-21 6173，SAO 190945、HR 8457，是一颗恒星，视星等为6.09，位于銀經33.2，銀緯-53.1，其B1900.0坐标为赤經22h 5m 29.5s，赤緯-21° -53.1′ 25″。